# 金茨堡之战
金茨堡之战（法语：Bataille de Günzburg）发生于1805年10月9日。此役中，由让-皮埃尔·菲尔明·马尔赫（Jean-Pierre Firmin Malher）将军指挥的一个法军师级部队试图在金茨堡夺取奥地利军队手中的一个多瑙河渡口。马尔赫的师设法夺取了一座桥梁并阻止了奥军的反击。此次战斗是拿破仑战争中第三次反法同盟的一部分。
在卡尔·马克·冯·莱贝里希的奥地利军队入侵巴伐利亚后，这支奥军很快就成为了拿破仑军队猛烈进攻的目标。当拿破仑的军团威胁要包围马克的军队时，这位奥地利将军不明智地在乌尔姆附近坚守阵地。由于法国军队封锁了奥军向东的撤退路线，马克试图将他的军队转移到多瑙河北岸。在接到夺取多瑙河桥梁的命令后，米歇尔·内伊元帅派马尔赫去占领金茨堡的渡口。面对强大的奥地利防御阵地，马尔赫对两座桥梁的进攻都失败了。然而，一支迟到的法军部队攻占了刚刚被奥地利人重建的东桥，并得以坚守到傍晚。由于遭遇挫折，马克命令他的士兵返回金茨堡西南22公里处的乌尔姆。

## 背景

### 战争计划
奥地利在第二次反法同盟中被法国击败，被迫接受法国在意大利建立的附庸国，但一直在计划报复。1804年11月，奥地利与俄罗斯帝国秘密结盟，奥地利的235,000名士兵将得到115,000名俄罗斯军队的军事支持和英国的财政支持。奥地利军队的总司令卡尔大公认为奥军士兵还没有准备好打仗，但奥地利皇帝弗朗茨一世宫廷中的主战派占了上风。

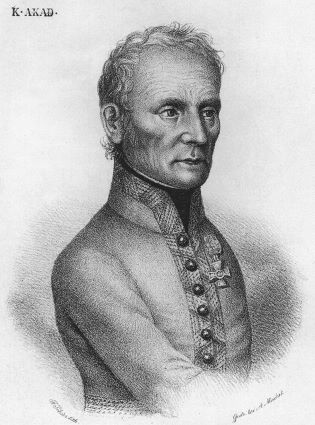
卡尔·马克·冯·莱贝里希制定了奥地利的战争计划

主战派之一的卡尔·马克·冯·莱贝里希得到了皇帝的充分信任，负责制定奥地利的战争计划。马克的战略要求卡尔大公在意大利指挥120,000人，在蒂罗尔的约翰大公指挥25,000人，在巴伐利亚由斐迪南·卡尔·约瑟夫大公指挥70,000人，最终还有20,000人充当后备部队。马克将跟随斐迪南的部队，俄罗斯军队将加入该部队并穿过莱茵河进入法国。卡尔大公将横扫意大利并入侵法国南部。奥地利还希望普鲁士王国能够被诱导加入联盟。马克说服皇帝弗朗茨一世首先入侵巴伐利亚，而卡尔则在意大利争取时间。马克认为，当拿破仑干预巴伐利亚时，俄罗斯军队已经可以抵达帮助奥地利人。这种错误的假设导致马克和主战派感觉到战争已经胜利。预见到马克计划的缺点，卡尔大公说服皇帝将30,000名士兵从意大利转移到德国，但这些军队来得太晚了，无法补救即将到来的灾难。
法国皇帝拿破仑的大军团共有219,000名士兵，由7个军、预备役骑兵和皇家卫队组成。让-巴蒂斯特·贝西埃尔元帅率领7,000人的帝国卫队；让-巴蒂斯特·贝尔纳多特元帅指挥17,000人的第一军；奥古斯特·马尔蒙将军指挥第二军的20,000名士兵；路易·达武元帅指挥第三军的26,000名士兵；苏尔特元帅率领四万人的第四军；让·拉纳元帅的第五军有18,000人；米歇尔·内伊元帅指挥着第六军的24,000名士兵；皮埃尔·奥热罗元帅指挥14,000人的第七军。若阿尚·繆拉元帅率领骑兵预备队的七个师约22,000名士兵，而炮兵预备队则有5,000名炮手。
1805年夏天，大军团在英吉利海峡的营地中。拿破仑计划让大军向莱茵河进军，然后执行从莱茵河到多瑙河的迂回行动，在途中带上他的25,000名巴伐利亚盟军。与此同时，安德烈·马塞纳元帅将率领50,000名士兵在意大利北部控制卡尔大公的部队，并由洛朗·古维翁-圣西尔率领的来自意大利中部的20,000名增援部队。纪尧姆·布律纳元帅将带着30,000名士兵留在法国北部海岸。拿破仑于8月26日发布了他的进军命令。

### 行军

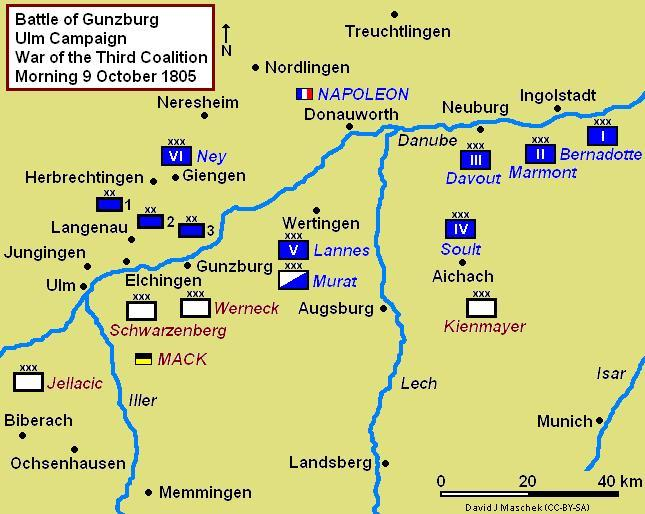
金茨堡之战地图

9月8日，斐迪南大公的军队入侵巴伐利亚选侯国，计划保卫莱希河。巴伐利亚军队根据与法国的秘密条约行事，向北进军美因河。马克在9月12日改变了计划，坚持要求军队继续向西推进到伊勒河。斐迪南大公和陆军参谋长安东·迈耶·冯·海登斯菲尔德少将都反对这一举动，并向皇帝提出上诉。然而，奥皇弗朗茨支持他最喜欢的马克，并解雇了参谋长。斐迪南大公和马克之间的关系恶化到两人只能以书面形式进行交流。
9月24日，拿破仑的军团开始横渡莱茵河。拉纳军团和缪拉的一部分骑兵向东推进到黑林山，以诱使奥地利人相信这一支法军部队负责主攻。但真正的攻击来自西北部，10月2日，法军大部队向南进军，目标是多瑙河上的英戈尔施塔特和多瑙沃特。

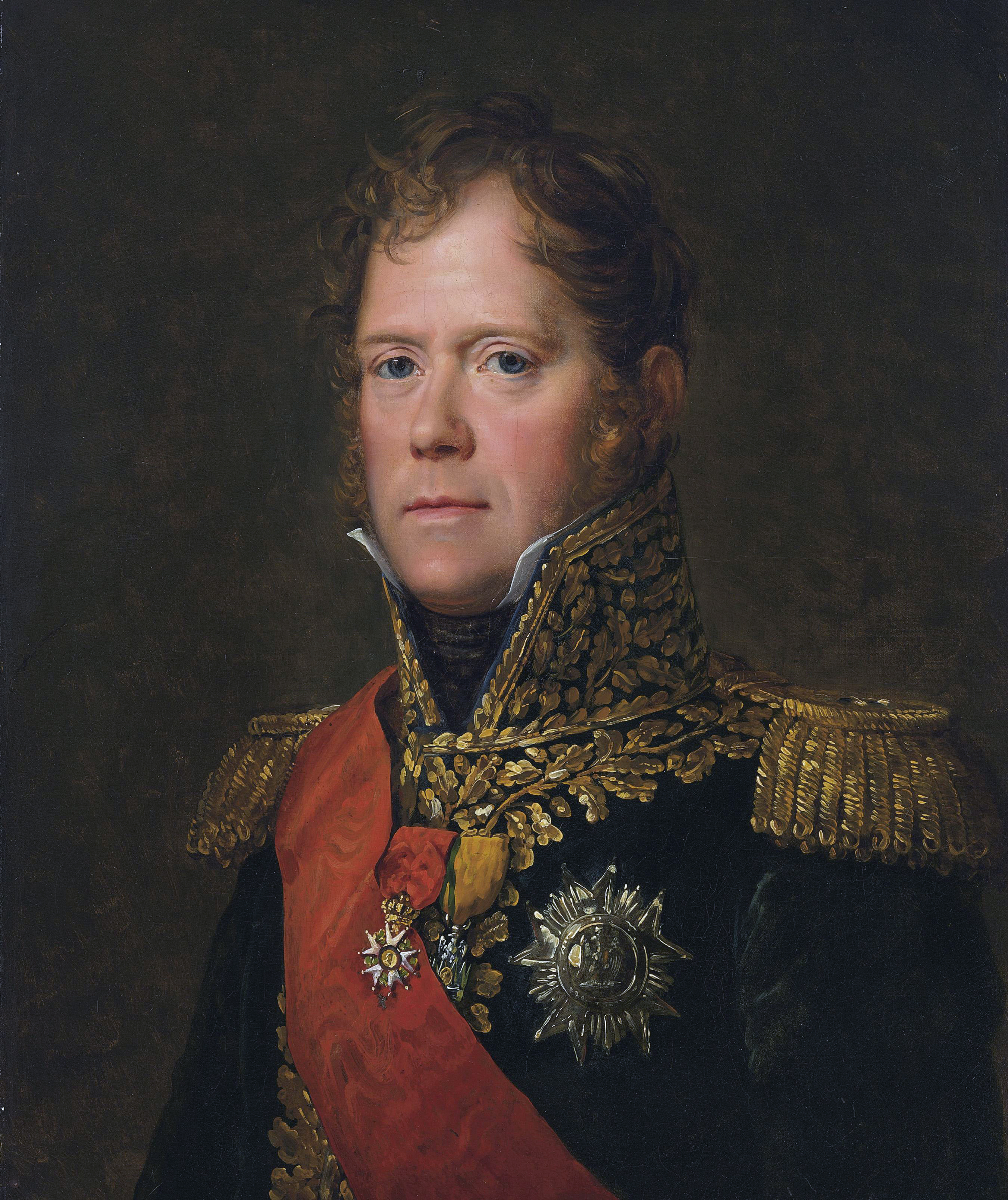
米歇尔·内伊元帅命令马尔赫发起进攻

到10月7日，拿破仑的军队已经到达多瑙河并控制了渡河点。当他意识到法国的威胁时，马克做出了驻守乌尔姆的决定。为了对抗法国人，马克将他的军队组织成四个军。施瓦岑贝格亲王指挥28个步兵营和30个骑兵中队；弗朗茨·冯·维尔内克有30个步兵营和24个骑兵中队；米夏埃尔·冯·金迈尔有19个步兵营和34个骑兵中队；弗朗茨·杰拉西奇有16个步兵营、6个猎兵连和6个骑兵中队。施瓦岑贝格在乌尔姆集结，韦内克保卫金茨堡，金迈尔守住英戈尔施塔特。与此同时，杰拉西奇的部队在更南端的比伯拉赫守住了防线，并监视黑森林。马克显然没有准备保卫多瑙河的防线。相反，他计划攻击拿破仑的通讯线路，该线路一直延伸到法国本土。
在多瑙沃特，法军轻易地突破了金迈尔在多瑙河上的防线。经过一系列小规模冲突后，金迈尔经艾夏赫向西南撤退至慕尼黑。拉纳，缪拉和苏尔特的部队随后在多瑙沃特附近渡过多瑙河。10月8日，拉纳和缪拉向西南行进，并在维尔廷根战役中与弗朗茨·冯·奥芬伯格的奥地利师进行了遭遇战。法国人粉碎了奥芬伯格的部队并将其逼回乌尔姆。在这一天，苏尔特向艾夏赫进发，达武到达多瑙河畔诺伊堡，而贝尔纳多特和马尔蒙则抵达英戈尔施塔特。内伊向多瑙沃特进军。但他从未越过多瑙河，而是向西移动到京根然后前往乌尔姆。拿破仑判断马克将试图通过奥格斯堡或莱赫河畔兰茨贝格撤退，并开始派他的部队封锁奥军的撤离路线。他否定了奥地利人将越过多瑙河北岸并攻击他的补给线的可能性。但事实上，这正是马克的想法。

## 战斗

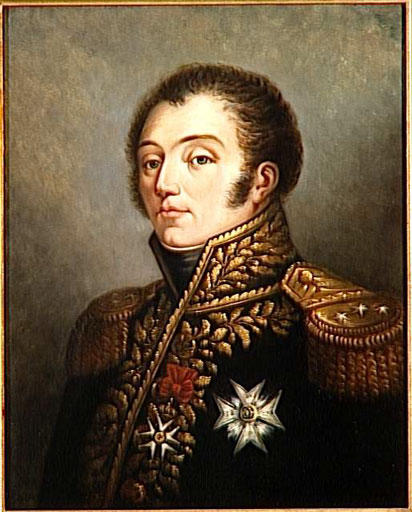
让-皮埃尔·费尔明·马尔赫奉命夺取金茨堡的桥梁

在维尔廷根的战斗之后，马克放弃了沿多瑙河南岸向东进攻的想法。相反，他决定在金茨堡过赫，向北岸进军。此时，马克和斐迪南将他们的大部分军队部署在从多瑙河畔金茨堡以东的赖森斯堡的一条阵线上。卡尔·德·阿斯佩少将在北岸指挥一支部队，旨在监视法国人并保护桥梁。马克不知道的是，内伊的第六军收到了新的指示，要在金茨堡夺取桥梁。内伊派出让-皮埃尔·菲尔明·马尔赫的第三师执行这项任务。马尔赫的8,000人包括第27、50和59线列步兵团的6个营，第25轻步兵团的3个营和6个火炮。
为了进攻，马尔赫将他的部队分成三列，部队分别向金茨堡发起进攻。

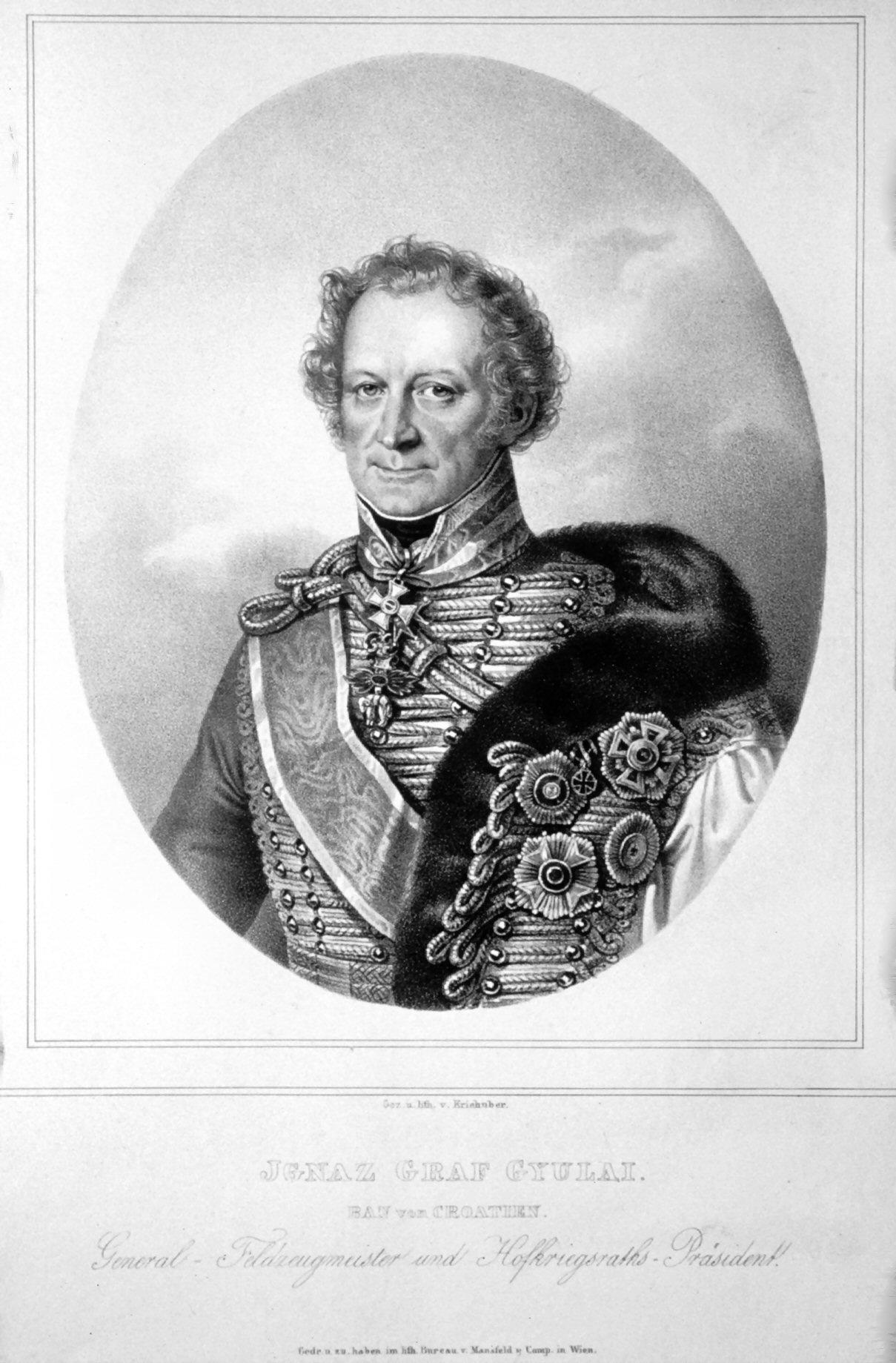
伊戈纳茨·久莱奉命重建东桥

法军的中央纵队撞上了德·阿斯佩的部队。金茨堡的奥地利守军随即警觉起来，并立即摧毁了桥梁。被困在法军士兵和河流之间，德·阿斯佩带着200名蒂罗尔猎兵和两门火炮向法军投降。马尔赫继续进攻并袭击了小镇。金茨堡坐落在高地上，俯瞰多瑙河和溪流中的一个岛屿。岛上有两座桥。从南岸，炮兵阵地占据了低岸和岛屿，奥军的20门大炮随时准备开火。马尔赫则带来了四门大炮，但他们被奥地利的炮火所淹没。在徒劳无功地重建桥梁后，法军最终放弃并采取了掩护措施。

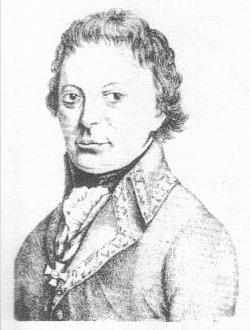
德·阿斯佩被俘

尽管发生了战斗，马克还是坚持自己的想法，要穿越到北岸。因此，他命令伊戈纳兹·久莱率领7个步兵营和14个骑兵中队前往东桥。马克指示久莱修复桥梁并渡河，在北岸建立桥头堡。马克打算让军队当晚穿越到北岸并在那里行动。
久莱的士兵刚修好桥，法军第59步兵团就出现了，比原计划晚了几个小时。在近距离的交战中，法军粉碎了奥地利军队。奥地利骑兵随后出现并向第59团发起了3次冲锋，但法国人形成方阵并击退了每一次进攻。马尔赫集中他的师来保卫他新获得的河流渡口。随着夜幕降临，法国人控制了渡口。10月9日，内伊的其他两个师也很忙。第6军第2师在埃尔兴根夺取了一座桥，击败了守卫该桥的一个奥地利步兵团。第1师则在向乌尔姆挺进。

## 结果
奥地利人在战斗中损失了6门火炮，并有2,000人伤亡，其中包括被俘的德·阿斯佩。法军有700人伤亡，其中包括第59团的吉拉德·拉库里上校。由于法国人控制了金茨堡和埃尔兴根，马克放弃了在金茨堡渡河的计划，并命令军队撤退到乌尔姆。内伊向拿破仑报告说，马克和斐迪南9日都在金茨堡，并暗示在乌尔姆有一支强大的敌军。然而，在审问了他的俘虏德·阿斯佩之后，内伊得出结论，奥地利人正在撤退到比伯拉赫。拿破仑随后命令内伊进攻乌尔姆，此时他还不明白他正在派遣一个军团对抗整个奥地利军队。接下来的行动是10月11日的哈斯拉赫-容金根战役。

## 引注
1. ↑  Schneid, Frederick C. Napoleon's Italian Campaigns: 1805–1815. Westport, Conn.: Praeger Publishers, 2002. ISBN 0-275-96875-8. 15
2. ↑  Schneid, 16
3. 1 2  Schneid, 17
4. ↑  Schneid, 18
5. ↑  Chandler, David. The Campaigns of Napoleon. New York: Macmillan, 1966. 1103
6. ↑  Chandler, 384–385
7. ↑  Rothenberg, Gunther E. Napoleon's Great Adversaries, The Archduke Charles and the Austrian Army, 1792–1814. Bloomington, Ind.: Indiana University Press, 1982 ISBN 0-253-33969-3. 88
8. ↑  Rothenberg, 89
9. ↑  Chandler, 390
10. ↑  Chandler, 392
11. ↑  Kagan, Frederick W. The End of the Old Order: Napoleon and Europe, 1801–1805. Cambridge, MA: Da Capo Press, 2006. ISBN 0-306-81137-5. 391–393
12. ↑  Kagan, 387
13. ↑  Kagan, 397
14. ↑  Kagan, 397–398
15. 1 2 3  Kagan, 396 map
16. 1 2 3 4  Smith, 203
17. ↑  Kagan, 395
18. 1 2 3 4  Kagan, 406
19. ↑  Kagan, 400–401
20. 1 2  Kagan, 408
21. 1 2 3 4  Kagan, 409
22. 1 2  Thiers, 94
23. ↑  http://www.napoleon-series.org/military/organization/Austria/infantry/c_austrianinf2.html （页面存档备份，存于） Millar, Stephen. Austrian Infantry Regiments and Their Commanders 1792–1815, Infantry Regiment Nr. 20
24. ↑  Kagan, 410
25. ↑  Kagan, 412
26. ↑  Smith, 203–204